# Estació d'Esplanade de la Défense
L'estació de l'Esplanade de la Défense és una estació de la línia 1 del metro de París situada als afores de la Défense, al límit entre Courbevoie i Puteaux.
Té una andana central degut a la seva situació constringida entre les obertures dels dos túnels de l'autopista A14 (que passa per sota de la Défense).
L'estació va ser inaugurada l'1 d'abril del 1992 com a part de l'extensió cap a l'oest de la línia que anava de Pont de Neuilly a la Défense.